# دانيال هان
دانيال هان (بالإنجليزية: Daniel Hahn)‏ هو كاتب ومحرر ومترجم بريطاني، ولد في 26 نوفمبر 1973.